# Vagabonds of the Western World
Vagabonds of the Western World je třetí řadové album od Thin Lizzy, vydáno v roce 1973. Je to také poslední album s původním kytaristou Ericem Bellem.

## Seznam skladeb
1. "Mama Nature Said" (Lynott) – 4:52
2. "The Hero and the Madman" (Lynott) – 6:08
3. "Slow Blues" (Downey, Lynott) – 5:14
4. "The Rocker" (Bell, Downey, Lynott) – 5:12
5. "Vagabond of the Western World" (Lynott) – 4:44
6. "Little Girl in Bloom" (Lynott) – 5:12
7. "Gonna Creep up on You" (Bell, Lynott) – 3:27
8. "A Song for While I'm Away" (Lynott) – 5:10

Když bylo album převedeno na CD, přidala skupina 4 bonusy, které byly nahrány v rozmezí října 1972 až dubna 1973. "Whiskey in the Jar" byl první hit Thin Lizzy.
1. "Whiskey in the Jar" (Tradicional) – 5:44
2. "Black Boys on the Corner" (Lynott) – 3:21
3. "Randolph's Tango" (Lynott) – 3:49
4. "Broken Dreams" (Bell, Lynott) – 4:26

## Obsazení
- Eric Bell - sólová kytara, kytary
- Brian Downey - bicí, perkuse
- Phil Lynott - basová kytara, zpěv, akustická kytara

hosté
- Jan Schelhaas - Klávesy ve sklabě "Mama Nature Said" a "The Hero And The Madman"
- Kid Jensen - Hlas ve skladbě "The Hero And The Madman"
- Fiachra Trench - Smyčcové aranžmá ve sklabě "A Song For While I'm Away"